# Livio Abramo
Livio Abramo (São Paulo, 1903. június 23. – Asunción, 1993. április 26.) olaszországi zsidó származású paraguayi-brazil festőművész. Művei megtalálhatóak a világ számos helyén, mint például a londoni British Museumban és a párizsi Louvre-ban.